# Canela preta (galináceo)
Galinha canela preta é uma raça de galináceos domésticos (Gallus gallus domesticus) surgida no Brasil e presente, em sua maioria, no nordeste brasileiro.

## História
A raça descende de galinhas trazidas pelos portugueses para o Brasil ao longo da colonização. Nas últimas décadas, com a promessa de elevar a produtividade, foram introduzidas linhagens de granja para pequenos produtores, o que causou declínio e levou quase à extinção das verdadeiras galinhas caipiras, inclusive a raça Canela-Preta, porém, como todas as galinhas caipiras, por ser muito rústica e de pouca dependência de insumos, conseguiu resistir ao declínio e agora tem voltado a ser uma opção para produção sustentável, principalmente, para a agricultura familiar.

## Características raciais
As galinhas Canela-Preta têm o seguinte padrão fenotípico qualitativo: tipo de crista: serra ou noz e suas variações; cor da crista: vermelha ou escura; cor dos olhos: vermelho-alaranjado, amarelo, pardo, marrom ou preto; cor do bico: amarelo ou escuro; cor da barbela: vermelha ou escuro; ausência de topete; tipo de penas: lisas; ausência de patas plumadas; cor das canelas predominantemente pretas; coloração da plumagem: preta; coloração do pescoço: varia entre branco, preto, dourado. Possuem características fenotípicas quantitativas de elevado, médio e pequeno coeficiente de variação, mas com homogeneidade suficiente para ser considerada uma raça definida. Tem porte físico classificado como médio, com média de peso 1,890 kg para fêmeas e 2,200 kg para machos, as qualificando dentro da exigência do padrão comercial de aves no Brasil.
Resumo: A raça tem porte médio, é extremamente rústica e tem como característica seus tarsos e falanges serem pretos, além do que sua carne ser mais escura e com sabor característico.

## Importância econômica e familiar
As raças ou linhagens exóticas ou estrangeiras, na grande maioria das vezes, não conseguem se adaptar bem a região do nordeste e suas peculiaridades de clima e bioma, dependem muito de insumos e consequentemente apresentam elevados custos de produção. Já no caso da galinha caipira da raça Canela-Preta, por já ser adaptada às condições de criação tradicionais, se torna, novamente, uma alternativa viável para criação de famílias e pequenos produtores rurais pelo seu custo extremamente baixo de manutenção.

## Melhoramentos genéticos
As raças nativas de galinhas brasileiras que até agora não tiveram reconhecimento oficial estão em processo de conhecimento, estudo e recuperação destes animais. Com a recuperação, pesquisadores pretendem, através de cruzamentos cuidadosos, melhorar as características genéticas destes animais, incluindo a galinha canela preta.
No caso da raça Canela-Preta, já foram realizados todos os estudos necessários e foi confirmada como um legitima raça caipira.

## Valor genético
A conservação destes animais permite identificar a composição de seus genes e seu uso naquelas características consideradas vantajosas, aprimorando os próprios animais, outras raças ou a criação de novas raças adaptadas a diferentes finalidades ou biomas.